# Campeonato Sul-Americano de Atletismo Júnior de 1989
O Campeonato Sul-Americano de Atletismo Júnior de 1989 foi a 21ª edição da competição de atletismo organizada pela CONSUDATLE para atletas com menos de vinte anos, classificados como júnior ou sub-20. O evento foi realizado em Montevidéu, no Uruguai, entre [16 de junho|16]] e 19 de junho de 1989. Contou com cerca de 248 atletas de dez nacionalidades distribuídos em 40 eventos.

## Medalhistas
Esses foram os resultados do campeonato.

### Masculino
| Evento                      | Ouro                      | Ouro     | Prata                    | Prata    | Bronze                                              | Bronze   |
| --------------------------- | ------------------------- | -------- | ------------------------ | -------- | --------------------------------------------------- | -------- |
| 100 metros                  | Fernando Botasso (BRA)    | 10.3     | Reinaldo Santana (VEN)   | 10.6     | Edgar Chourio (VEN)                                 | 10.6     |
| 200 metros                  | Fernando Botasso (BRA)    | 21.45    | Reinaldo Santana (VEN)   | 21.76    | Jorge Méndez (CHI)                                  | 22.06    |
| 400 metros                  | Inaldo Sena (BRA)         | 47.53    | Luís Elói (BRA)          | 48.61    | Juan Díaz (VEN)                                     | 48.82    |
| 800 metros                  | Edgardo Graglia (ARG)     | 1:52.06  | Ricardo Beltrán (ARG)    | 1:52.54  | Rogério Roque (BRA)                                 | 1:52.71  |
| 1 500 metros                | Marcelo Barrientos (CHI)  | 3:53.57  | Ricardo Quesada (CHI)    | 3:53.88  | Marco do Nascimento (BRA)                           | 3:54.09  |
| 5 000 metros                | Marcelo Barrientos (CHI)  | 14:25.60 | Robinson Semolini (BRA)  | 14:31.18 | Alexandre Marques (BRA)                             | 14:42.76 |
| 10 000 metros               | Alexandre Marques (BRA)   | 30:18.90 | Marcelo Barrientos (CHI) | 30:19.46 | Néstor Quinapanta (ECU)                             | 30:25.98 |
| 10 km marcha atlética       | Jefferson Pérez (ECU)     | 45:03.71 | Ademar Kammler (BRA)     | 45:09.37 | Pedro do Araújo (BRA)                               | 47:07.89 |
| 2 000 metros com obstáculos | José Moraes (BRA)         | 5:50.54  | Almiro Gonçalves (BRA)   | 5:51.53  | Osvaldo Ramírez (PAR)                               | 6:03.31  |
| 110 metros barreiras        | Eliexer Pulgar (VEN)      | 14.61    | Fábio Aleixo (BRA)       | 14.90    | Marco Mina (PER)                                    | 14.97    |
| 400 metros barreiras        | Eronilde de Araújo (BRA)  | 51.12    | Paulo Rodrigues (BRA)    | 53.34    | Esdras Paredes (VEN)                                | 54.00    |
| 4×100 metros estafetas      | Venezuela                 | 41.37    | Brasil                   | 41.43    | Argentina                                           | 42.29    |
| 4×400 metros estafetas      | Brasil                    | 3:14.84  | Venezuela                | 3:17.38  | Argentina                                           | 3:20.51  |
| Salto em altura             | Cristián Kraemer (CHI)    | 2.12     | Fernando Damonte (ARG)   | 2.05     | Tomislav Muhvic-Pintar (PER) · Jairo Venâncio (BRA) | 2.02     |
| Salto com vara              | Cristián Aspillaga (CHI)  | 4.50     | Rodrigo Casacurta (BRA)  | 4.40     | Andrés Aspillaga (CHI)                              | 4.30     |
| Salto em comprimento        | Paulo de Oliveira (BRA)   | 7.15     | Ricardo Bettiol (ARG)    | 6.99     | Jefferson Ilário (BRA)                              | 6.98     |
| Salto triplo                | Jairo Venâncio (BRA)      | 15.47    | Jefferson Ilário (BRA)   | 15.23    | Oscar Valiente (PER)                                | 14.88    |
| Arremesso de peso           | Yojer Medina (VEN)        | 14.94    | Acassio da Silva (BRA)   | 14.71    | Raimundo Monasterio (VEN)                           | 14.38    |
| Lançamento de disco         | Vicente Araujo (VEN)      | 47.00    | Yojer Medina (VEN)       | 46.72    | Marcelino Insúa (ARG)                               | 44.08    |
| Lançamento do martelo       | Alexandre Mantovani (BRA) | 56.80    | Claudio Henschke (ARG)   | 52.50    | Jorge Pereira (VEN)                                 | 48.42    |
| Lançamento do dardo         | Pedro Claure (CHI)        | 59.68    | Celso Kochem (BRA)       | 59.66    | Alfredo Corvo (VEN)                                 | 59.00    |
| Decatlo                     | Marco Antônio Brito (BRA) | 6171     | Renny Pérez (VEN)        | 5907     | Sérgio Oliveira (BRA)                               | 5547     |

### Feminino
| Evento                 | Ouro                      | Ouro     | Prata                    | Prata    | Bronze                    | Bronze   |
| ---------------------- | ------------------------- | -------- | ------------------------ | -------- | ------------------------- | -------- |
| 100 metros             | Jupira da Graça (BRA)     | 11.95    | Denise Sharpe (ARG)      | 12.00    | Emy Ochoa (VEN)           | 12.18    |
| 200 metros             | Jupira da Graça (BRA)     | 24.06    | Denise Sharpe (ARG)      | 24.49    | Claudete Alves Pina (BRA) | 24.55    |
| 400 metros             | Claudete Alves Pina (BRA) | 54.89    | Luciana Mendes (BRA)     | 55.49    | Claudia Riquelme (CHI)    | 55.59    |
| 800 metros             | Célia dos Santos (BRA)    | 2:08.11  | Mabel Arrúa (ARG)        | 2:08.46  | Janeth Caizalitín (ECU)   | 2:12.97  |
| 1 500 metros           | Mabel Arrúa (ARG)         | 4:29.93  | Célia dos Santos (BRA)   | 4:32.28  | Janeth Caizalitín (ECU)   | 4:32.84  |
| 3 000 metros           | Janeth Caizalitín (ECU)   | 9:32.03  | Alina Karwowski (BRA)    | 9:38.33  | Lidia Karwowski (BRA)     | 9:38.40  |
| 10 000 metros          | Sandra Ruales (ECU)       | 34:56.80 | Lidia Karwowski (BRA)    | 35:32.64 | Soledad Nieto (ECU)       | 35:37.92 |
| 5 km marcha atlética   | Miriam Ramón (ECU)        | 23:23.77 | Luisa Nivicela (ECU)     | 23:23.78 | Patricia Rojas (COL)      | 24:43.10 |
| 100 metros barreiras   | Maria Luna (BRA)          | 14.32    | Adriana Davin (BRA)      | 14.33    | Graciela Pugliese (ARG)   | 14.48    |
| 400 metros barreiras   | América Inácio (BRA)      | 61.97    | Claudia Riquelme (CHI)   | 62.85    | Josefa Castro (VEN)       | 63.05    |
| 4×100 metros estafetas | Brasil                    | 47.32    | Chile · Venezuela        | 48.18    |                           |          |
| 4×400 metros estafetas | Brasil                    | 3:40.7   | Argentina                | 3:52.1   | Uruguai                   | 3:52.3   |
| Salto em altura        | Claudia Blotto (ARG)      | 1.69     | Alejandra Chomalí (CHI)  | 1.66     | Andrea Ávila (ARG)        | 1.66     |
| Salto em comprimento   | Andrea Ávila (ARG)        | 5.98     | Natalia Toledo (PAR)     | 5.82     | Luciana dos Santos (BRA)  | 5.64     |
| Arremesso de peso      | Elisângela Adriano (BRA)  | 14.40    | Alexandra Amaro (BRA)    | 13.57    | Claudia Hahn (ARG)        | 12.14    |
| Lançamento de disco    | Alexandra Amaro (BRA)     | 43.92    | Liliana Martinelli (ARG) | 42.74    | Elisângela Adriano (BRA)  | 42.70    |
| Lançamento do dardo    | Natalia Toledo (PAR)      | 45.46    | Verónica Prieto (COL)    | 44.82    | Claudia Hahn (ARG)        | 42.02    |
| Heptatlo               | Euzinete dos Reis (BRA)   | 4872     | Vera Alves (BRA)         | 4664     | Carolina Sanz (CHI)       | 4653     |

## Quadro de medalhas (não oficial)
| Ordem | País      | Medalha de ouro | Medalha de prata | Medalha de bronze | Total |
| ----- | --------- | --------------- | ---------------- | ----------------- | ----- |
| 1     | Brasil    | 22              | 18               | 11                | 51    |
| 2     | Chile     | 5               | 5                | 4                 | 14    |
| 3     | Argentina | 4               | 9                | 7                 | 20    |
| 4     | Venezuela | 4               | 6                | 8                 | 18    |
| 5     | Equador   | 4               | 1                | 4                 | 9     |
| 6     | Paraguai  | 1               | 1                | 1                 | 3     |
| 7     | Colômbia  | 0               | 1                | 1                 | 2     |
| 8     | Peru      | 0               | 0                | 3                 | 3     |
| 9     | Uruguai   | 0               | 0                | 1                 | 1     |

## Participantes (não oficial)
Uma contagem não oficial produziu o número de 248 atletas de dez países: 
| - Argentina (52) - Bolívia (4) - Brasil (59) - Chile (30) - Colômbia (5) | - Equador (10) - Paraguai (27) - Peru (6) - Uruguai (32) - Venezuela (23) |